# Escape from the Planet of the Robot Monsters
Escape from the Planet of the Robot Monsters ist ein Arcade-Shoot-’em-up, das 1989 von Atari Games veröffentlicht wurde. Das Spiel thematisiert Science-Fiction-B-Movies der 1950er-Jahre. Domark Software vermarktete ab dem folgenden Jahr Versionen für Amiga, Amstrad CPC, Atari ST, C64, MS-DOS und Sinclair ZX Spectrum.

## Handlung
Die Einführung beschreibt den fiktiven Planet X und die sogenannten Reptilons, eine außerirdische Lebensform, die den Planeten überfallen haben und die versklavte Bevölkerung zur Herstellung einer Roboterarmee nutzen. Die Aufgabe der Spielfiguren, Mitgliedern einer interplanetaren SWAT-Einheit, ist es, die Invasoren zu töten, Gefangene zu befreien und Professor Sarah Bellum zu retten.

## Spielablauf
Der Spieler steuert seine Spielfigur durch eine isometrisch dargestellte Umgebung. Dabei zerstört er mit einer Strahlenwaffe verschiedene Roboter und befreit durch Berührungen Gefangene. Die Arcade-Version nutzt einen Acht-Wege-Joystick und drei Tasten; diese ermöglichen neben Schießen Sprünge und Ducken der Spielfiguren. Das Spiel besteht insgesamt aus 31 Levels, von denen pro Spieldurchlauf maximal 15 gespielt werden können. Nach dem zweiten und sechsten Level eröffnen sich jeweils Alternativen über den Levelverlauf.
Drei Level pro Durchlauf bestehen aus einer sogenannten Canal Zone. Der Spieler steuert ein Raumschiff und versucht innerhalb von 30 Sekunden den Ausgang eines Labyrinths zu finden. Jedes vierte Level beschreibt einen Kampf gegen einen Endgegner. Die übrigen Level bestehen jeweils aus drei bis vier Sektionen, die der Spieler nacheinander betritt.
Die Spielatmosphäre versucht humorvoll zu sein. So sei schon das Intro, das als Comicstrip gezeigt wird, laut der Zeitschrift Computer and Video Games wie ein kitschiger 1950er-B-Movie. Colin Turner, ein Redakteur des Magazins Amiga Computing beschreibt das Leveldesign als vergleichbar zu der Umgebung in den Filmen Alarm im Weltall und Plan 9 from Outer Space. Als besonderes Merkmal des Spiels heben viele Zeitschriften das Verhalten der Spielfigur hervor, wenn diese den Rand des Spielfelds überschreitet: Statt hinabzufallen zeigt eine Animation, wie sie sich am Rand festhält und wieder hochzieht.

## Kritik
Computerspielzeitschriften bewerteten das Spiel überwiegend positiv. Computer and Video Games verlieh die Auszeichnung C+VG HIT und beschreibt es als „slick, humorous, graphically brilliant and ultraplayable“ (schlüpfrig, humorvoll, grafisch ausgezeichnet und sehr gut spielbar).  CU Amiga verlieh den CU ScreenStar und beschreibt Escape als ein typisches Shoot ’em up; untypisch für das Genre sei hingegen die Qualität des Spiels. Der Amiga Joker beschreibt das Spiel als originalgetreue Automatenumsetzung, die jedoch „mit der Zeit unweigerlich an Reiz“ verliere, da „auf Dauer einfach zu wenig Neues“ passiere.